# Focșeasca
Focșeasca – wieś w Rumunii, w okręgu Vaslui, w gminie Tăcuta. W 2011 roku liczyła 837 mieszkańców.